# Angelo Di Castro
Angelo Di Castro (Roma, 25 gennaio 1901 – Roma, 28 novembre 1989) è stato un architetto italiano.

## Biografia

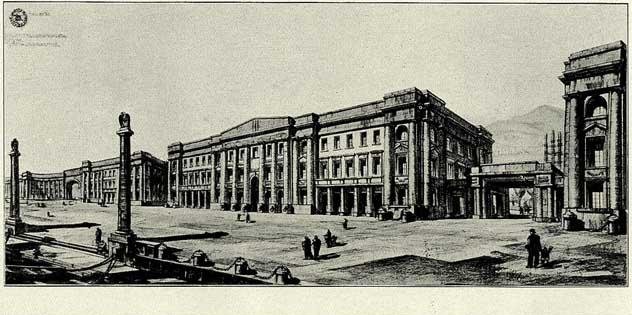
Progetto per la Palazzata di Messina

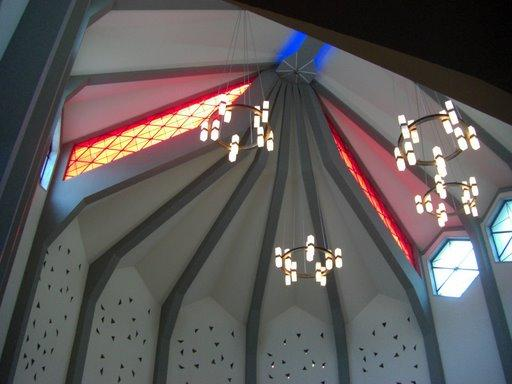
Interno della Sinagoga di Livorno

Negli anni successivi alla prima guerra mondiale frequentò la facoltà di Ingegneria del Politecnico di Torino, ma già nel 1920 fece ritorno a Roma, dove si iscrisse alla facoltà di Architettura, all'epoca influenzata da personalità quali Marcello Piacentini, Gustavo Giovannoni, Arnaldo Foschini ed altri. Di Castro si laureò nel 1924 e nel 1927 aprì uno studio di progettazione.
Si dedicò così alla realizzazione di alcune palazzine romane, partecipando anche ad alcuni concorsi, come quello della nuova Palazzata di Messina, dove si classificò al terzo posto.
Tuttavia, la sua attività professionale fu interrotta intorno al 1939, quando, con la proclamazione delle leggi razziali fasciste, l'architetto, di religione ebraica, fu cancellato dall'Ordine. Ciononostante, in questo periodo Di Castro insegnò presso l'Università Ebraica Clandestina, le cui lezioni si tenevano in uno scantinato nel centro di Roma.
Nel dopoguerra riprese l'attività, partecipando al concorso per la Stazione Termini e progettando, sempre a Roma, alcuni uffici in via Piave (1948) ed un edificio per appartamenti e negozi in via Tembien (1949-1954); lavorò quindi a Bari, Firenze (case d'abitazione nel quartiere Isolotto) e Copparo (FE). Quindi operò nuovamente a Roma, dove continuò a mettersi in luce in diversi concorsi, partecipando alla sistemazione del Roseto comunale di Roma.
La Sinagoga di Livorno, costruita nei primi anni sessanta, rappresenta una delle sue opere più celebri. L'edificio, innalzato sui resti del precedente tempio parzialmente distrutto durante la seconda guerra mondiale, si richiama alla forma la Grande Tenda destinata a custodire l'Arca dell'Alleanza, avvicinandosi a coeve progettazioni del dopoguerra, soprattutto tedesche.
Si occupò anche dei piani di ricostruzione di Bordighera e Ceprano, mentre nell'ultima parte della sua carriera si dedicò, assieme al figlio Marcello, a numerosi restauri.